# غلام عبد (مقاطعة فسا)
غلام عبد (بالإنجليزية: Tolombeh-ye Gholam Abd)‏ هي human-geographic territorial entity تقع في فارس في إيران.